# تشارلز نورث (كاتب)
تشارلز نورث (بالإنجليزية: Charles North)‏ هو كاتب وشاعر أمريكي، ولد في 9 يونيو 1941 في بروكلين في الولايات المتحدة.

## وصلات خارجية
- الموقع الرسمي